# قصة لشبونة
قصة لشبونة هو فيلم من نوع موسيقي ودراما أُصدر في 1994. الفيلم من توزيع MOKÉP ‏، وهو من إخراج وسيناريو فيم فيندرز.

## القصة
تقع أحداث الفيلم في لشبونة.

## طاقم التمثيل
- خوسيه بيكسوتو  [لغات أخرى]‏
- تيريزا سالغيرو
- باتريك باوتشاو
- مانويل دي أوليفيرا
- فرانسيسكو ريبيرو
- João Canijo [الإنجليزية]‏
- Rüdiger Vogler [الإنجليزية]‏
- كانتو ه كاسترو  [لغات أخرى]‏
- Madredeus [الإنجليزية]‏
- رودريغو لياو
- بيدرو ايريس ماجالهايس

## الإنتاج
موسيقى الفيلم التصويرية كانت من تأليف Madredeus ‏، وأُصدرت الموسيقى التصويرية في ألبوم يدعى Ainda ‏.

## وصلات خارجية
- قصة لشبونة على موقع IMDb (الإنجليزية)
- قصة لشبونة على موقع روتن توميتوز (الإنجليزية)
- قصة لشبونة على موقع نتفليكس (الإنجليزية)
- قصة لشبونة على موقع ألو سيني (الفرنسية)
- قصة لشبونة على موقع Turner Classic Movies (الإنجليزية)
- قصة لشبونة على موقع أول موفي (الإنجليزية)
- قصة لشبونة على موقع فيلمافينيتي (الإسبانية)
- قصة لشبونة على موقع قاعدة بيانات الأفلام السويدية (السويدية)
- قصة لشبونة على موقع قاعدة بيانات الفيلم (الإنجليزية)
- قصة لشبونة على موقع ليتربوكسد (الإنجليزية)